# Luis Felipe Noé

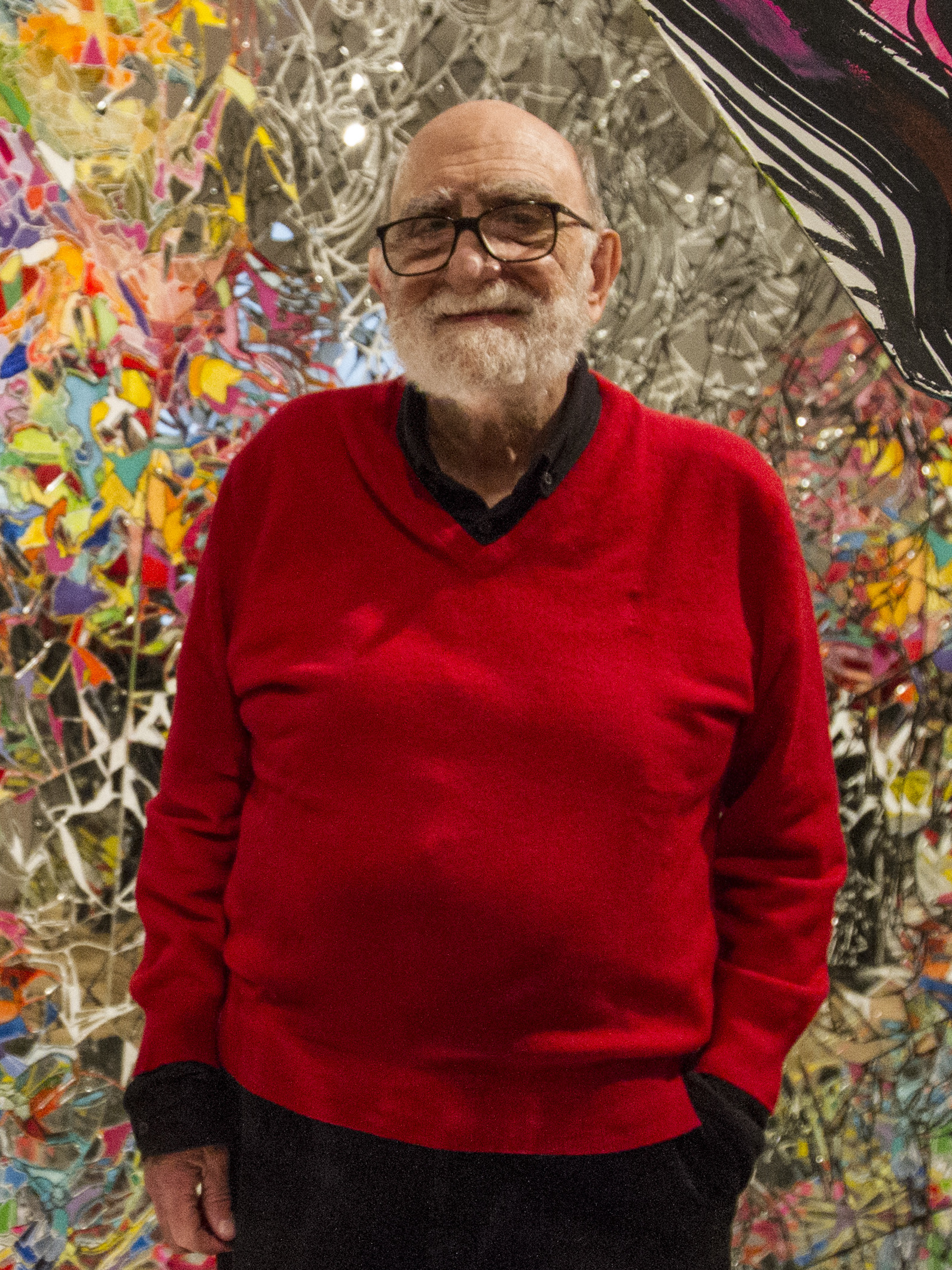
Luis Felipe Noé (2017)

Luis Felipe Noé, auch bekannt als Yuyo, (* 26. Mai 1933 in Buenos Aires, Argentinien; † 9. April 2025 ebenda) war ein argentinischer Künstler, Schriftsteller, Intellektueller und Lehrer. Er formte 1961 gemeinsam mit drei weiteren argentinischen Künstlern den Kunststil Otra Figuración (Andere Figuration). Ihre namensgebende Ausstellung und später folgende Arbeiten beeinflussten die Neue Figuration in großem Maße. Nachdem sich die Gruppe aufgelöst hatte, zog Noé nach New York, wo er aus mehreren Teilen aufgebaute Bilder malte und ausstellte, die auch über die Leinwand hinausgingen. 1965 veröffentlichte er sein bahnbrechendes theoretisches Werk Antiestética und nahm anschließend eine zehnjährige Auszeit vom Malen, in der er nach Buenos Aires zurückkehrte, eine Bar eröffnete, lehrte, schrieb und Installationen mit Spiegeln entwarf. Als er wieder mit dem Malen beginnen wollte, kam es jedoch in Argentinien zu einem Militärputsch, so dass er 1976 nach Paris auswanderte und dort seine Experimente sowohl mit Neu-Texturierung von Leinwänden als auch mit dem Prozess des Malens und Zeichnens fortsetzte. Seine späteren Bilder entkoppeln sich von der Figuration und zeigen vorwiegend Landschaften. Noé lebte und arbeitete zuletzt wieder in Buenos Aires. Sein Sohn Gaspar Noé ist ein französisch-argentinischer Filmemacher.

## Ausbildung
Luis Felipe Noé studierte bei Horacio Butler von 1950 bis 1952 Malerei, brachte sich jedoch auch viel selbst bei. Er studierte außerdem Rechtswissenschaft an der Universidad de Buenos Aires und schrieb Kunstkritiken für verschiedene Tageszeitungen, bevor er 1959 seine erste eigene Ausstellung in der Galeria Witcomb eröffnete.
Zu dieser Zeit war das Informel die dominante Bewegung in Argentinien, und Noé wurde maßgeblich durch die Maler Sarah Grilo und José Antonio Fernández-Muro beeinflusst. Weitere anerkannte argentinische Einflüsse sowohl auf Noé selbst als auch auf seine Anhänger, die später die Otra Figuración bildeten, bestanden im politisch orientierten Neo-Figuristen Antonio Berni und der Boa Gruppe, die aus einer Gruppe von Europäern bestand. Darüber hinaus könnten auch Künstler wie Antonio Saura, Francis Bacon, Willem de Kooning und Jean Dubuffet die Künstler der Otra Figuración inspiriert haben. Sie werden daher auch oft als – jedenfalls in gewissen Aspekten – vergleichbare zeitgenössische Künstler bezeichnet, beispielsweise im Hinblick auf die Pinseltechnik von de Kooning. Dennoch unterscheiden sich die beiden Gruppen in anderen Details erkennbar voneinander.

## Künstlerische Schwerpunkte

### Otra Figuración: Malen
1960 schlossen sich die Künstler der Otra Figuración zu einer Lebens- und Arbeitsgemeinschaft in einem Apartmenthaus in der Carlos Pellegrini Street in Buenos Aires zusammen, das zugleich als Wohnraum und Studio diente. Mitglieder der Gemeinschaft waren Rómulo Macció, Ernesto Deira, Jorge de la Vega, Luis Felipe Noé selbst und – für kurze Zeit – Antonio Seguí, der zwar hin und wieder mit der Gruppe gemeinsam ausstellte, jedoch im Allgemeinen nicht als Mitglied der Otra Figuración angesehen wird, da sein Stil schnell von dem der Gemeinschaft um Noé abwich. Die stilistischen Markenzeichen der Neofiguration, wie sie die Otra Figuración interpretierte, bestehen in starken, lebendigen Farben und spontaner, scharf und schnell ausgeführter Pinseltechnik mit kurzen Strichen, der Verschmelzung von fragmentierten und deformierten Zeichnungen miteinander bzw. mit Tieren sowie in ihren politischen Inhalten, die einen guten Spürsinn für das Erscheinungsbild von Anarchie auf einer Leinwand widerspiegeln. Als Werkstoffe verwendete die Gemeinschaft Collagen, miteinander vermischte Materialien, übergroße Leinwände und aus mehreren Teilen bestehende Installationen, die vielen ihrer Werke eine fast schon bildhauerische Qualität gaben. Insgesamt gelang es der künstlerischen Darstellung der Gruppe, Form, Inhalt, Prozess und Philosophie zu vereinen.
Die philosophische Basis der Gruppe und ihrer Kunstform wurde durch Noé wie folgt beschrieben: „I believe in chaos as a value“, zu deutsch etwa „Ich glaube an das Chaos als eine messbare Größe“. Damit verteufelt er nicht das Chaos, sondern erkannte es an und akzeptierte seine unausweichliche Existenz als Tatsache. Die Kunst der Gruppe reflektierte die politische Instabilität und alltägliche Unsicherheit in Buenos Aires und auch – in einem übergeordneten Sinn – das Bewusstsein über die nach Ansicht der Gemeinschaft prekäre Situation aller Menschen, die in der modernen Welt leben. Noé schlug vor, dass einer derartigen Welt das Chaos selbst zu einem Organisationsprinzip werden müsse. Das „gewalttätige, verstörende“ Werk (so wurde die erste Ausstellung der Gruppe 1961 in der Galeria Peuser unter anderem beschrieben) „reflektierte eine Nation, deren Geschichte und gegenwärtiger Alltag geprägt sind von gewalttätigen Vorkommnissen“.
Noé arbeitete in seine Werke sowohl das politische als auch das menschliche Chaos ein. Seine beiden wichtigsten Gemälde aus dieser Zeit um 1963 sind Introduccion a la esperanza und Cerrado por brujería. Ersteres gewann 1963 den renommierten Preis Premio Palanza, der vom Instituto Torcuato Di Tella gestiftet wurde. Das Gemälde stellt anschaulich eine amorphe, randalierende Menge von Figuren mit geöffneten Mündern dar, die Schilder mit der Aufschrift „Champion, do not leave us“ und „Vote for blind force“ tragen, während zusätzliche Schilder nicht gemalt sind, sondern physisch als Sperrholzplatten aus dem oberen Teil des Bildes herausragen und Porträts politischer Kandidaten zeigen. Das Gemälde umfasst neun separate Leinwände und kommuniziert sehr anschaulich die unermessliche Anarchie und kontinuierlichen Unruhen, die den argentinischen politischen Alltag zu diesem Zeitpunkt definierte. Die Menschenmenge bildet ein einziges massives Tier, das blind rempelnd umherläuft und sich für ein gewisses, geringes Maß an Überlebensfähigkeit einsetzt, sich dabei aber zugleich mitschuldig macht am weiteren Aufstieg der Unterdrücker, die zynisch grinsend weit über der Menge thronen.
Im Gegensatz dazu zeigt das zweite Gemälde die Menschen nicht als undefinierbare Masse, sondern als individuelle, Grimassen schneidende Gesichter, die in einem kastenförmigen Gitter gefangen sind. Die verhüllte Figur eines Zauberers erscheint undeutlich über ihnen, konterkariert durch ein Kruzifix und umgeben durch grausame Fabelwesen. Die Ikonographie und Struktur des Gemäldes erweckt die Vorstellung einer ideologischen Inkohärenz und davon, dass soziales Chaos, Glaubenssysteme und Regierungen sich selbst kontinuierlich verdrängen, während die Bewohner im Käfig verbleiben.

### Otra Figuración: Zeichnen
Eine ausschließlich mit ihren Zeichnungen veranstaltete Ausstellung der Gruppe im Jahr 1962 mit dem Titel Esto in der Galeria Lirolay in Buenos Aires hatte einen signifikanten Einfluss auf das autonome, experimentelle Zeichnen in der gesamten lateinamerikanischen Kunst. Otra Figuración hob den Prozess des Zeichnens über die Technik und beeinflusste zeitgenössische Künstler wie beispielsweise Alberto Heredia, Cildo Meireles, Rubens Gerchman oder Antonio Dias. Die Ausstellung entstand aus dem politischen Klima in Argentinien im Jahr 1962, das Noé mit „sozialen und strukturellen Verschiebungen“ in seinen Zeichnungen ausdrückte. Nachdem der Präsident von Argentinien vom Militär vertrieben wurde, fiel Buenos Aires erneut zurück in das Chaos und stand kurz vor einem Bürgerkrieg. Noé nutzt für sein Werk Sin titulo, das sinnbildlich für die Ausstellung steht, schwarze Tusche auf Zellstoff. Das Kunstwerk ist mit zufälligen Strichen und Punkten übersät und zeigt rundliche, deformierte Gestalten, die um ein schwarzes, explodierendes Zentrum versammelt sind. Obwohl das Werk den Anschein hat, surreale Elemente zu enthalten, ist es dennoch ein realer psychologischer und emotionaler Ausdruck der damaligen und teilweise bis heute andauernden politischen Unordnung in Argentinien.

## Schaffensphasen

### New York, 1965–1966
Otra Figuración wurde im Jahr 1963 offiziell eingestellt, obwohl die Gruppe bis 1965 noch weitere gemeinsame Ausstellungen hatte. In diesem Jahr erhielt Noé ein Guggenheim-Stipendium, das ihm erlaubte, nach New York zu ziehen. Er trieb seine Ideen über das Chaos zu dieser Zeit noch weiter und entwarf riesige, unverkäufliche und schwierig zu lagernde Installationen. Nicht selten warf er seine Werke auch in den Hudson River.
Ebenfalls im Jahr 1965 veröffentlichte Noé sein Buch Antiestética, in dem er seine Theorien über das Chaos erläutert: „The purpose of anti-aesthetics today is to split the concept of unity“, zu deutsch: „Der Sinn und Zweck der heutigen Anti-Ästhetik liegt in der Teilung des Konzepts der Einheitlichkeit.“ In der Einleitung zur Begleitbroschüre zur Ausstellung im Jahr 1966 in der Bonino Gallery in New York revidiert Noé seine frühere Meinung zur Fusion von Figuren, um die Gegensätze sowohl in Argentinien als auch Lateinamerika zu reflektieren, indem er schrieb, dass „the essential element of contemporary society is the tension and opposition among diverging cosmovisions, the fraternizations of opposing atmospheres.“
Die Gemälde in der Ausstellung waren im übertragenen Sinn in seinem Werk Mambo aus dem Jahr 1962 konzentriert, einem „invertierten Gemälde, das eine andere Seite des Malens erahnen lässt und die Neofigurative Malerei aufgibt“. In der Ausstellung befand sich auch das Kunstwerk Three Doors, das aus deformierten, geisterhaften Gesichtern besteht, die als isolierte Fragmente auf alte, mit Scharnieren zusammengehaltene Türen – einige mit fehlenden Teilstücken – gemalt sind. Das zweite zentrale Element der Ausstellung war das riesige, ironischerweise Balance betitelte Werk, dessen Teile aus mehreren großen Leinwänden bestanden, von denen einige auf dem Boden lagen, andere sich gegenseitig unsicher abstützten oder gegen Wände lehnten und wieder andere in die dritte Dimension vorstießen, indem Teile von ihnen aus der Leinwand wie fragile Papierfiguren herausragten. Noés Versuch, das Chaos zu beherrschen, führte zu „pictures of broken vision“, zu „Bildern mit gestörter Sichtweise“.
Nach dieser Ausstellung kehrte Noé nach Buenos Aires zurück und pausierte mit der Malerei für fast zehn Jahre. Diese Auszeit wird sowohl durch eine Existenzkrise als auch durch kommerziellen Misserfolg begründet.

### Buenos Aires, 1967–1976
Nach seiner Rückkehr nach Buenos Aires eröffnete Noé eine Bar, die regelmäßig von Literaten frequentiert wurde. Obwohl er das Malen für eine Zeit ausgesetzt hatte, versiegte seine Kreativität nicht. Noé lehrte in diesen Jahren und entwickelte die dreidimensionale Gestaltung weiter, indem er Zerrspiegel für Installationen nutzte, die er 1968 im Museo de Bellas Artes de Caracas ausstellte. Die Spiegel unterstützten ihn auch dabei, die Charaktere in seinem 1974 erschienenen experimentellen Roman Recontrapoder zu visualisieren, eine philosophische Erkundung von Fragmentierung, Absurdität, Macht und Ästhetik.
Für Noé war das Leben in Buenos Aires absurd. Die Wiederherstellung der Ordnung bedeutete die Ermächtigung einer repressiven Regierung, während Proteste regelmäßig in Aufständen und endlosen sozialen Umbrüchen endeten. Ironischerweise fiel eine der schwersten politischen Krisen der argentinischen Geschichte mit seiner Rückkehr zum Malen zusammen. Während einer Ausstellung im Jahr 1975 sagte er: „I feel [...] like a mirror facing both the ghost of a dead person and the future latency of an unborn.“, zu deutsch: „Ich fühle mich wie ein Spiegel, der sowohl den Geist einer toten Person als auch die zukünftige Latenz eines Ungeborenen sieht.“ Der Unfrieden in Argentinien eskalierte seit den 1960er Jahren immer weiter und erhöhte die bereits vorhandene Instabilität in Buenos Aires weiter. Radikale, ehemalige Peronisten, Schriftsteller und Intellektuelle traten städtischen Guerilla-Truppen bei und erzeugten noch weiteres Chaos. Es folgten Streiks, Revolten und der wirtschaftliche Zusammenbruch. Die chaotische Situation wurde 1974 noch düsterer, als Isabel Perón an die Macht kam und Straßenkämpfe zwischen Todeskommandos und Guerillas an der Tagesordnung waren. Bombenanschläge und Gräueltaten wurden zur Routine, Aufstände wurden als Vorwand für militärische Brutalität und Machtergreifung benutzt. Der Umsturz 1976 endete in geschätzten 9.000 bis 30.000 „Verschwundenen.“
Noé ging daraufhin in das Exil nach Paris.

### Paris, 1976–1987
In Paris entwickelte Noé seine künstlerische Ausdrucksweise weiter. Erneut veränderte er den Bezugsrahmen, indem er große Teile der Leinwand vor dem eigentlichen Malvorgang mit verschiedenen Techniken neu texturierte und damit „eine gequälte Oberfläche zum Malen“ schuf. Er begann außerdem, ausdrucksstarke Landschaften zu malen, die – wie bspw.The Storm aus 1982 – sowohl interne als auch externe Unruhen reflektierten.
Darüber hinaus experimentierte er mit weiteren Maltechniken und entwickelte eine „progressive, erzählerische Transformation des ursprünglichen Bildes“, indem er mit einem Kopiergerät viele Varianten eines Originals herstellte. Arbeiten wie One Passion and Four Transformations wurden als Rückkehr zur Plattform der Otra Figuración angesehen, da der Prozess des Malens im Vordergrund stand.

### Spätere Arbeiten
Noé kehrte erneut nach Buenos Aires zurück und arbeitete weiter mit übergroßen Leinwänden und Landschaftsmalerei. Seine Ausstellung im Jahr 1997 im Centro Cultural Borges and Galeria Rubbers in Buenos Aires beinhaltete allein 60 Bilder, die er alle 1997 gemalt hatte. Noé führte dabei mit den „violently colored stripes“, zu deutsch: „gewalttätig gefärbten Streifen“ ein neues visuelles Element ein. Er nutzte außerdem die Technik mit zerknitterter Leinwand, die er in den 1980er Jahren in Paris entwickelt hatte, mit großartigem Effekt im Gemälde Ominoso.
Noé wurde 1995/1996 mit einer Retrospektive vom Museo Nacional de Bellas Artes in Buenos Aires und im Palacio de Bellas Artes in Mexiko-Stadt geehrt.
Im Jahr 2003 arbeitete Noé gemeinsam mit Nahuel Rando an der Graphic Novel Las aventuras de Recontrapoder und überarbeitete dort seinen Antiheld für eine neue Generation.

## Ausgewählte Kunstwerke
| Name                                 | Material                                              | Jahr      | Abmessungen                      | Ausstellung                                 | Ort                 |
| ------------------------------------ | ----------------------------------------------------- | --------- | -------------------------------- | ------------------------------------------- | ------------------- |
| Convocatoria a la barbarie           | Verschiedene Werkstoffe auf Leinwand                  | 1961      | 148 × 223 cm                     | Privatsammlung                              | Buenos Aires        |
| La anarquia del ano XX               | Öl auf Leinwand                                       | 1961      | 115 × 229 cm                     | Museo Nacional de Bellas Artes              | Buenos Aires        |
| Sin titulo                           | Tinte auf Papier                                      |           | 29,5 × 38,5 cm                   | Sammlung Marcos Curi                        | Buenos Aires        |
| Mambo                                | Verschiedene Werkstoffe auf Leinwand und Holz         | 1962      | 148 × 223 cm                     | Luis Felipe Noé                             | Buenos Aires        |
| Introduccion a la esperanza          | Öl auf Leinwand, 9 Einzelteile                        | 1963      | 205 × 215 cm (geschätzt)         | Museo Nacional de Bellas Artes              | Buenos Aires        |
| Cerrado por brujería                 | Öl und Collage auf Leinwand                           | 1963      | 200 × 250 cm                     | Blanton Museum of Art                       | University of Texas |
| Algún dia de estos                   | Verschiedene Werkstoffe auf Leinwand                  | 1963      | 180 × 300 cm                     | Privatsammlung                              | Buenos Aires        |
| Nestro Senor de cada dia             | Verschiedene Werkstoffe                               | 1964      | 250 × 200 cm                     | Privatsammlung                              | Buenos Aires        |
| That is Life                         | Collage mit Tusche und Farbstiften                    | 1965      | 13 7/8 × 16 13/16 Zoll           | Kollektion Archer M. Huntington Art Gallery | University of Texas |
| Balance (Fragment)                   | Öl-Zusammenstellung                                   | 1964–1965 |                                  | Luis Noé papers                             | Buenos Aires        |
| Three doors                          | Öl auf Türen                                          | 1964      | 79 × 29 / 79 × 30 / 79 × 20 Zoll | Luis Noé papers                             | Buenos Aires        |
| One Passion and Four Transformations | Tusche und Fotokopien auf Papier, 5 Paneele, 1 Rahmen | 1982      | 45 × 148 cm                      | Luis Felipe Noé                             | Buenos Aires        |
| Tempestad                            |                                                       | 1982      |                                  |                                             |                     |
| En la Marana                         | Acrylfarbe auf Leinwand                               | 1986      | 200 × 250 cm                     | Museo Nacional de Bellas Artes              | Buenos Aires        |
| Tormenta de la Pampa                 | Verschiedene Werkstoffe auf Leinwand                  | 1991      | 215 × 250 cm                     | Sammlung Amalia Lacroze de Fortabat         |                     |
| Ominoso                              | Verschiedene Werkstoffe auf Leinwand                  | 1997      | 79 × 98 Zoll                     |                                             |                     |

## Ausgewählte Ausstellungen
Noé hatte mehr als 40 Einzelausstellungen in der Mitte der 80er Jahre und nahm ebenfalls an Gemeinschaftsausstellungen teil. Eine Auswahl der wichtigsten Ausstellungen zeigt die folgende Tabelle.
| Ausstellungsart                                   | Ausstellungsart | Jahr | Titel/Inhalt                                                            | Ort                                                      | Land               |
| ------------------------------------------------- | --------------- | ---- | ----------------------------------------------------------------------- | -------------------------------------------------------- | ------------------ |
| E*                                                | G*              | Jahr | Titel/Inhalt                                                            | Ort                                                      | Land               |
| X                                                 |                 | 1959 |                                                                         | Galeria Witcomb, Buenos Aires (Debut)                    | Argentinien        |
| X                                                 |                 | 1965 |                                                                         | Museo de Arte Moderno, Buenos Aires                      | Argentinien        |
| X                                                 |                 | 1966 |                                                                         | Galeria Bonino, New York                                 | Vereinigte Staaten |
| X                                                 |                 | 1987 | Retrospective                                                           | Museo de Artes Plasticas Eduardo Sivori, Buenos Aires    | Argentinien        |
| X                                                 |                 | 1995 | Retrospective                                                           | Museo Nacional de Bellas Artes, Buenos Aires             | Argentinien        |
| X                                                 |                 | 1996 | Retrospective                                                           | Palacio de Bellas Artes, Mexiko-Stadt                    | Mexiko             |
| X                                                 |                 | 1997 |                                                                         | Centro Cultural Borges, Buenos Aires                     | Argentinien        |
|                                                   | X               | 1961 | Otra Figuración                                                         | Galeria Peuser, Buenos Aires (Debut der Otra Figuración) | Argentinien        |
|                                                   | X               | 1962 | Esto (drawings)                                                         | Galeria Lirolay & Galeria Bonino, Buenos Aires           | Argentinien        |
|                                                   | X               | 1963 |                                                                         | Museo Nacional de Bellas Artes, Buenos Aires             | Argentinien        |
|                                                   | X               | 1965 |                                                                         | Galeria Bonino, Buenos Aires                             | Argentinien        |
|                                                   | X               | 1964 | Guggenheim International Award                                          | Solomon R. Guggenheim Museum, New York                   | Vereinigte Staaten |
|                                                   | X               | 1964 | New Art of Argentina                                                    | Walker Art Center, Minneapolis                           | Vereinigte Staaten |
|                                                   | X               | 1965 | The Emergent Decade: Latin American Painters and Paintings in the 1960s | Solomon R. Guggenheim Museum, New York                   | Vereinigte Staaten |
|                                                   |                 | 1963 | Premio Nacional                                                         | Instituto Torcuato Di Tella, Buenos Aires                | Argentinien        |
| * E=Einzelausstellung, G=Gemeinschaftsausstellung |                 |      |                                                                         |                                                          |                    |

## Veröffentlichungen
- Antiestética. Ediciones Van Riel, Ediciones de la Flor, Buenos Aires 1988, ISBN 950-515-308-2 (englisch, Erstausgabe:  1965).
- Una Sociedad Colonial Avanzada. Ediciones de la Flor, Buenos Aires 1971, DNB 999669486.
- Códice rompecabezas sobre Recontrapoder en Cajón Desastre. Ediciones de la Flor, Buenos Aires 1974, OCLC 1850357 (englisch).
- A Oriente por Occidente. descubrimiento del llamado descubrimiento o de lo que somos y no somos. Ediciones Artes dos Grafico, Bogota 1992 (englisch).
- El Otro, la Otra y la Otredad. IMPSAT, Argentinien 1994, ISBN 987-99212-2-4 (englisch).
- Las aventuras de Recontrapoder. Ediciones de la Flor, Buenos Aires 2003, ISBN 950-515-571-9 (englisch).

## Weiterführende Literatur
- D. Ades, G. Brett u. a.: Art in Latin America. the modern era, 1820–1980. Yale University Press, New Haven 1989, ISBN 0-300-04556-5 (englisch).
- J. Glusberg: Del pop-art a la nueva imagen. Ediciones de Arte Gaglianone, Buenos Aires 1985, ISBN 950-9004-62-6 (englisch).
- C. M. Lewis: Argentina: a short history. Oneworld, Oxford 2002, ISBN 1-85168-300-3.
- E. Lucie-Smith: Latin American Art of the 20th Century. Thames and Hudson, New York 1993, ISBN 0-500-20260-5 (englisch).
- Geuer, Lena: Arte argentino – Ästhetik und Identitätsnarrative in der argentinischen Kunst: Ausgewählte Arbeiten von Marta Minujín und Luis Felipe Noé. Transcript, 2022. (deutsch)